# Malhowice
Malhowice (ukr. Малковичі, Мальговичі) – wieś w Polsce położona w województwie podkarpackim, w powiecie przemyskim, w gminie Przemyśl. Miejscowość ta znajduje się 100–150 metrów od granicy polsko-ukraińskiej, odległość od Przemyśla wynosi ok. 10 km.
| SIMC    | Nazwa          | Rodzaj    |
| ------- | -------------- | --------- |
| 0608799 | Malhowska Góra | część wsi |

We wsi był przystanek kolejowy Malhowice.

## Historia
Na obszarze wsi, przy granicy, znajduje się kaplica grobowa Kozłowskich należąca do pałacu w Niżankowicach (dawniej Zabłotce). Za dworem na pagórku Zygmunt Kozłowski wybudował rodzinną kaplicę grobową, wzniesioną u kresu jego życia (zmarł w 1893 i został pochowany w jej podziemiach). Obiekt został zniszczony u kresu II wojny światowej łącznie z umieszczonymi w niej sarkofagami i trumnami.
W latach 1944–1948 w ZSRR (rejon niżankowicki, obwód drohobycki). W maju 1948, w związku z korektą granicy państwową między Polską a ZSRR, włączone z powrotem do Polski. 
W latach 1975–1998 miejscowość administracyjnie należała do województwa przemyskiego.